# Kerstin Jacobsson
Kerstin Jacobsson, coniugata Svensson (17 maggio 1939), è un'ex sciatrice alpina svedese.
Dopo il matrimonio gareggiò come Kerstin Svensson.

## Biografia
Kerstin Jacobsson vinse il titolo nazionale svedese nella discesa libera nel 1958, nel 1963 e nel 1965; non ottenne risultati di rilievo in campo internazionale e non prese parte a rassegne olimpiche o iridate.

## Palmarès

### Campionati svedesi
- 3 ori (discesa libera nel 1958; discesa libera nel 1963; discesa libera nel 1965)[1]